# Jaberg
Jaberg ist eine politische Gemeinde im Verwaltungskreis Bern-Mittelland des Kantons Bern in der Schweiz.

## Geographie
Jaberg liegt auf 540 m ü. M., 8 km nordwestlich der Stadt Thun (Luftlinie). Das Dorf erstreckt sich in der Talaue westlich der Aare und am Hang des südlichen Ausläufers des Belpberges, gegenüber von Kiesen.
Das nur gerade 1,31 km² grosse, aber langgestreckte Gemeindegebiet umfasst einen Abschnitt des Aaretals zwischen Bern und Thun. Die östliche Grenze verläuft entlang der kanalisierten und begradigten Aare. Von hier erstreckt sich der Gemeindeboden westwärts über eine schmale Talaue und den Hang von Jaberg bis auf den angrenzenden Höhenrücken, der die südliche Fortsetzung des Belpberges bildet. Auf dieser Kuppe werden im Gestelen und im Stöckliwald mit 600 m ü. M. die höchsten Erhebungen von Jaberg erreicht. Von der Gemeindefläche entfielen 1997 20 % auf Siedlungen, 22 % auf Wald und Gehölze und 52 % auf Landwirtschaft; etwas weniger als 6 % war unproduktives Land.
Jaberg besteht aus dem Siedlungskern Vorder Jaberg (540 m ü. M. am Aareübergang), der um ein Wohnquartier erweitert wurde, und dem Weiler Hinter Jaberg (560 m ü. M.) am Osthang des Gestelen sowie einigen Einzelhöfen. Nachbargemeinden von Jaberg sind Wichtrach, Kiesen, Uttigen und Kirchdorf (BE).

## Bevölkerung
Mit 304 Einwohnern (Stand 31. Dezember 2023) gehört Jaberg zu den kleinen Gemeinden des Kantons Bern. Von den Bewohnern sind 97,5 % deutschsprachig, 0,9 % italienischsprachig, und 0,9 % sprechen Portugiesisch (Stand 2000). Die Bevölkerungszahl von Jaberg belief sich 1850 auf 271 Einwohner, 1900 nur noch auf 162 Einwohner. Im Verlauf des 20. Jahrhunderts pendelte die Bevölkerungszahl stets im Bereich zwischen 140 und 190 Personen. Seit 1980 (159 Einwohner) wurde eine deutliche Bevölkerungszunahme verzeichnet.

## Politik
Bei den Nationalratswahlen 2023 betrugen die Wähleranteile in Jaberg (in Klammern die Veränderung im Vergleich zu den Wahlen 2019 in Prozentpunkten): SVP 29,04 % (+2,40), Grüne 15,88 % (+7,65), SP 13,60 % (−2,07), Mitte 10,97 % (+1,63), glp 8,76 % (−5,47), FDP 5,79 % (+1,07), EVP 5,28 % (+1,93), EDU 4,98 % (−2,14), Weitere 5,69 % (−5,00).

## Wirtschaft
Jaberg war bis in die zweite Hälfte des 20. Jahrhunderts ein vorwiegend durch die Landwirtschaft geprägtes Dorf. Noch heute haben der Ackerbau sowie die Milchwirtschaft und die Viehzucht einen wichtigen Stellenwert in der Erwerbsstruktur der Bevölkerung. Weitere Arbeitsplätze sind im lokalen Kleingewerbe und im Dienstleistungssektor vorhanden. Jaberg ist Standort einer Kehrichtdeponie und eines Kieswerkes. Hier befinden sich die grössten Kiesgruben des Kantons Bern. In den letzten Jahrzehnten hat sich das Dorf zu einer Wohngemeinde entwickelt. Viele Erwerbstätige sind deshalb Wegpendler, die hauptsächlich in den grösseren Ortschaften der Umgebung und im Raum Bern oder Thun arbeiten.

## Verkehr
Die Gemeinde ist verkehrstechnisch recht gut erschlossen, obwohl sie abseits der grösseren Durchgangsstrassen an einer Verbindungsstrasse von Mühlethurnen nach Kiesen liegt. Vorder Jaberg besitzt eine lokale Ortsumfahrung, die aus Lärmschutzgründen in einen Tagbautunnel verlegt wurde. Der nächste Anschluss an die Autobahn A6 (Bern–Thun) befindet sich rund 2 km vom Ortskern entfernt. Jaberg besitzt selbst keine Anbindung an das Netz des öffentlichen Verkehrs. Leicht erreichbar ist jedoch der Bahnhof Kiesen an der Eisenbahnlinie von Bern nach Thun.

## Geschichte
Grabhügel aus der Hallstattzeit weisen auf eine frühe Besiedlung des Gemeindegebietes hin. Die erste urkundliche Erwähnung des Ortes erfolgte 1259 unter dem Namen Jagberc. Später erschienen die Bezeichnungen Jageberc (1273) und Jagberg (1299). Der Ortsname setzt sich laut Überlieferung aus Ja(gd) und Berg (= Burg) zusammen und hat damit die ursprüngliche Bedeutung einer Burg, von der aus Jagden unternommen wurden.
In der Tat befand sich hier im Mittelalter ein kleiner Burgflecken, welcher den schon in frühen Zeiten wichtigen Aareübergang am Weg zwischen dem Emmental und dem Schwarzenburgerland kontrollierte. Jaberg gehörte zu einem Teil den Herren von Blankenburg, zum anderen Teil den Herren von Krauchthal. Zur Zeit der Reformation gelangte das Dorf unter Berner Herrschaft und wurde dem Landgericht Seftigen sowie dem Niedergericht Gelterfingen (ab dem 18. Jahrhundert Vennergericht Mühledorf) zugeordnet.
Nach dem Zusammenbruch des Ancien Régime (1798) gehörte Jaberg während der Helvetik zum Distrikt Seftigen und ab 1803 zum Oberamt Seftigen, das mit der neuen Kantonsverfassung von 1831 den Status eines Amtsbezirks erhielt. Die Aarefähre wurde 1835 durch eine gedeckte Holzbrücke ersetzt. Bis 1948 bildete der Weiler Stoffelsrüti eine Exklave von Jaberg, danach wurde er der Gemeinde Noflen zugeteilt. Jaberg besitzt keine eigene Kirche, es gehört zur Pfarrei Kirchdorf.